# Alexandra David-Néel
Louise Eugénie Alexandrine Marie David (//ⓘ Saint-Mandé, 24 de octubre de 1868-Digne-les-Bains, 8 de septiembre de 1969), más conocida por su pseudónimo Alexandra David-Néel, fue una orientalista, cantante de ópera, periodista, exploradora, anarquista, espiritualista, budista y escritora franco-belga.
Es conocida principalmente por su visita a Lhasa (1924), capital del Tíbet, ciudad prohibida a los extranjeros. Escribió más de 30 libros acerca de religiones orientales, filosofía y sus viajes. Sus enseñanzas fueron trasmitidas por sus principales amigos y discípulos: Yondgen y el francés Swami Asuri Kapila (Cesar Della Rosa). Se supone la influencia de su obra y vida en Jack Kerouac, Allen Ginsberg y Alan Watts.

## Biografía

### Infancia y juventud (1868-1969)

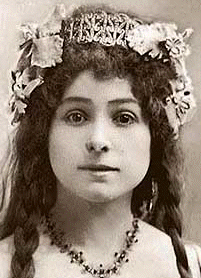
David-Néel en 1886.

Nació en Saint-Mandé, Val-de-Marne, Francia. El padre de Alexandra fue profesor (y militante republicano a raíz de la revolución de 1848, amigo del geógrafo anarquista Élisée Reclus), y su madre una mujer católica que quiso para ella una educación religiosa. Alexandra frecuentó durante toda su infancia y su adolescencia a Élisée Reclus. Éste la lleva a interesarse por las ideas anarquistas de la época (Max Stirner, Mijaíl Bakunin...) y por las ideas feministas que le inspiraron la publicación de Pour la vie. Por otra parte, se convirtió en colaboradora libre de La fronde, periódico feminista administrado cooperativamente por mujeres, creado por Marguerite Durand, y participó en varias reuniones del «consejo nacional de mujeres francesas», aunque rechazó algunas posiciones adoptadas en estas reuniones (por ejemplo, el derecho al voto), prefiriendo la lucha por la emancipación a nivel económico, según ella causa esencial de la desgracia de las mujeres, que no pueden disfrutar de independencia financiera. Por otra parte, Alexandra se alejó de estas «amables aves, de precioso plumaje», refiriéndose a las feministas procedentes de la alta sociedad, que olvidaban la lucha económica a la que debían enfrentarse la mayoría de las mujeres.

### La mujer nacida (1868-1969)
Se casó el 4 de agosto de 1904 en Túnez con Philippe Néel, ingeniero en jefe de los ferrocarriles tunecinos, conocido en el casino de Túnez, y de quien era amante desde el 15 de septiembre de 1900. Aunque su vida en común fue a veces tempestuosa, estuvo siempre impregnada de respeto mutuo. El matrimonio se terminó definitivamente el 9 de agosto de 1911 por su marcha para su segundo viaje a la India (1911-1925). No obstante, después de esta separación ambos esposos entablaron una abundante correspondencia que no acabaría hasta la muerte de Philippe Néel en febrero de 1941. Desgraciadamente, de esta correspondencia solo se conservan las copias de las cartas escritas por Alexandra; parece que las escritas por su marido se perdieron debido a las tribulaciones de Alexandra en la guerra civil china, a mediados de los años 1940.

### Visita a Lhasa
En 1924 disfrazados respectivamente de mendigo y monje y con una mochila lo más discreta posible, Alexandra y el tibetano Yongden partieron hacia la Ciudad Prohibida. Para no traicionar su condición de extranjera, Alexandra, entonces de 56 años, no se atrevió a llevar una cámara o equipo de reconocimiento; sin embargo, escondió bajo sus harapos una brújula, una pistola y un bolso con el dinero de un posible rescate.

## Viajes y vida mística
Sus intereses ideológicos atrajeron a la joven desde el principio. Por medio de sus viajes famosos y largas estancias en el Tíbet fue adquiriendo gran conocimiento de los lamas budistas. Alexandra llegó a pasar largos años de enseñanza y, su nervio curioso, la motivaba a querer siempre más, elevar su conocimiento.
En especial, una práctica, un juego peligroso, algo que no debió conocer nunca fue el inicio de su particular verano. Alexandra se mostró muy interesada por una práctica budista denominada creación de un tulpa. Los lamas budistas le advirtieron que era una enseñanza nada recomendable, pues consiste en la creación de un fantasma generado a través de nuestra mente. Alexandra fue advertida de que estas creaciones podían volverse peligrosas o incontrolables. Demasiado tarde, Alexandra estaba fascinada con la idea e ignoró la advertencia de sus educadores.
Bajo la concepción del mundo según los lamas, el universo en el que vivimos es una proyección creada por nosotros mismos, no hay fenómeno que exista si no es concebido por el espíritu humano. Los tulpas son entidades creadas por la mente de los lamas y son generalmente utilizados como esclavos. Son figuras visibles, tangibles, creadas por la imaginación de los iniciados.
Alexandra se alejó del resto de sus compañeros y, una vez aislada de todo, comenzó a concentrarse en dicha práctica. Ella visualizó en su interior lo que quería crear, imaginando un monje de baja estatura y gordo. Quería que fuese alegre y de inocente actitud. Tras una dura sesión, aquella entidad apareció frente a ella.
Aquella entidad era algo así como un robot, sólo realizaba y respondía a los mandatos de su creadora. Con una sonrisa fija en su rostro, el monje accedía sin rechistar a lo que ella le ordenaba. Lamentablemente, no siempre fue así y aquel tulpa comenzó a realizar actividades que no les había sido encomendadas. Tal era la independencia de aquel fantasma de apariencia corpórea que los demás monjes lo confundían con uno más. Aquella entidad comenzaba a ser un ser con voluntad propia.
A medida que iba siendo más independiente, los rasgos físicos que aquel bonachón monje fantasma fueron cambiando. Su afable sonrisa fue cambiada por otra más pícara, su mirada pasó a ser malévola y nada afable para todos los que convivían con aquel extraño ser. La propia Alexandra comenzó a sentir miedo.

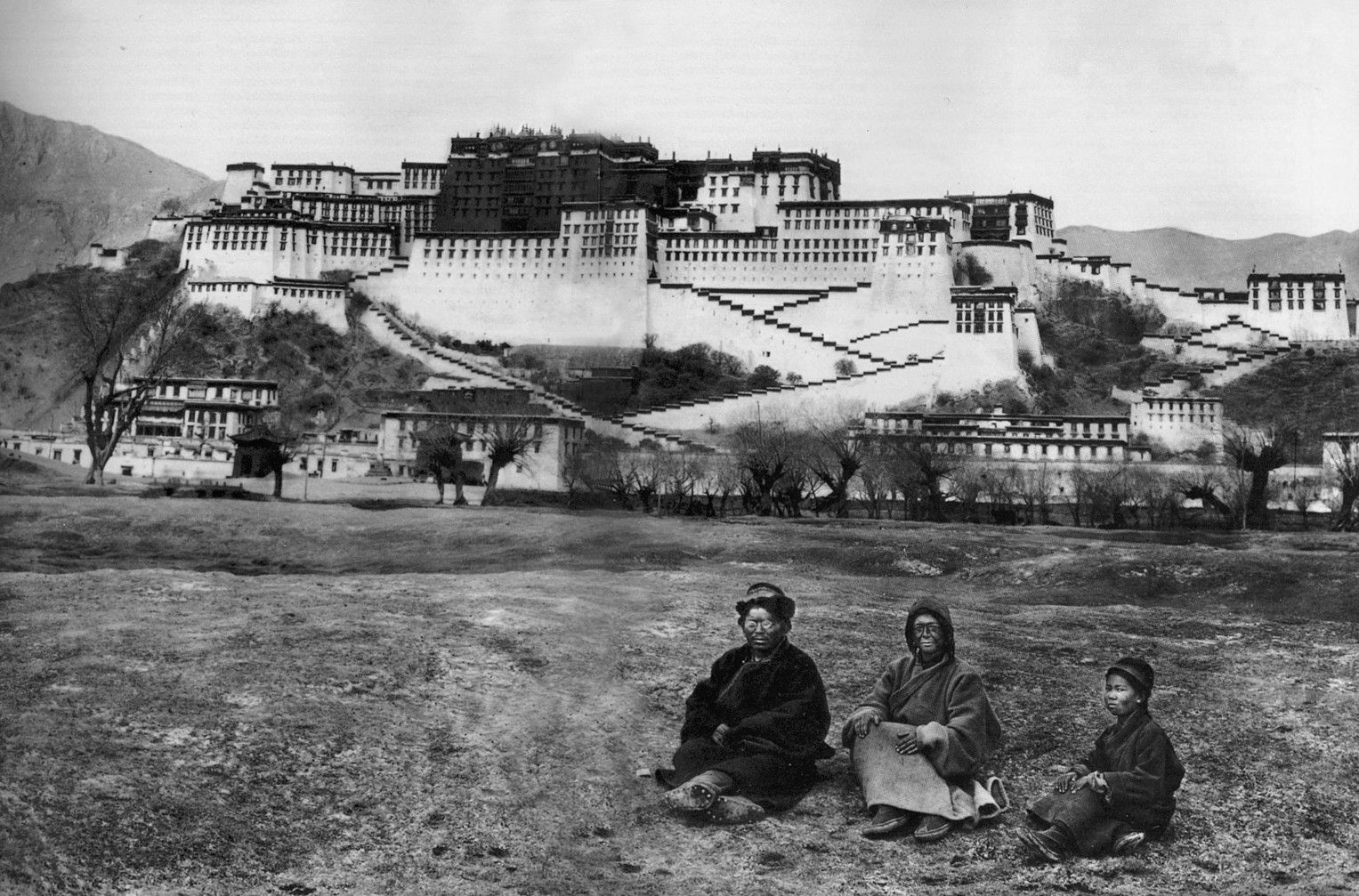
David-Néel en Lhasa, 1924 (en el centro).

En su libro publicado, Magic and Mystery in Tibet, Alexandra David-Néel narra los seis duros meses que duró el invertir aquel proceso, conseguir que su creación se desvaneciera. Aquel monje se había hecho insoportable y Alexandra tardó antes de conseguir invertir aquel proceso. «No hay nada extraño en el hecho que pueda haber creado mi propia alucinación. Lo interesante es que en estos casos de materialización, otras personas ven las formas de pensamientos creadas.»- declaró la antropóloga cuando posteriormente se le galardonó con una medalla de oro por la Sociedad de Geografía de París y nombrada Caballero de la Legión de Honor.
Los tulpas son la materialización física de nuestros pensamientos y emociones. Cuantos más pensamientos, emociones y creencias se junten, con mayor realidad se mostrará esta materialización.
Alexandra escribió mucho tras su regreso a París sobre estas creaciones mentales y otras grandes vivencias que tuvo en el Tíbet, le llamó también la atención los kilómetros que podían los lamas recorrer sonámbulos sin cansarse.
Como gran luchadora, emprendió un último viaje a sus 100 años para conocer el Himalaya, donde Alexandra buscaba la iluminación rodeada de muchos peregrinos. Sin duda, fue una vida enteramente dedicada al descubrimiento. Tal fue el grado de su pasión que Alexandra dejó todo lo demás como secundario en su vida. En una de sus estancias en la India, recibió un telegrama que le notificaba la muerte de su marido.
Su marido había mantenido correspondencia con ella de manera muy asidua, puesto que los viajes de ella siempre lo mantenían distanciado. Cuando Alexandra leyó el telegrama, le dijo a los que le rodeaban en ese momento: «He perdido un maravilloso marido y a mi mejor amigo». No sabemos si se refería a perderlo porque había muerto o al ser consciente que cuando leía aquello caía en la cuenta de que llevaba veintiocho años sin acercarse a verle.
«La aventura será mi única razón de ser»- sentenció una vez, antes de sumergirse en un nuevo reto. Alexandra era una mujer de retos, como cuando se propuso pasar dos largos años en una cueva y dedicar todo el tiempo a la meditación. Acompañada únicamente por su maestro, Alexandra aprendió tibetano y el tantrismo budista en una cueva a 4.000 metros de altitud y a punto de morir congelada ya que solamente llevaba una fina túnica de algodón. Pero para ella, todo aquello era excitante. «Será duro, pero increíblemente interesante»- comentó la exploradora a sus amigos antes de meterse en la cueva.
Su resistencia era algo que Alexandra preparaba concienzudamente, no quería que ninguna práctica no le fuese posible debido a alguna limitación física. Por ello, se preparaba a fondo caminando a diario 40 kilómetros. La antropóloga fue capaz de superar temperaturas extremas, animales salvajes, hambre y enfermedades. «Para aquel que sabe mirar y sentir, cada minuto de esta vida libre y vagabunda es una auténtica gloria» – confesaba emocionada a sus seguidores, disfrazada de mendiga, con la cara ennegrecida por el hollín y el cabello oscurecido con tinta china.

## Obra
Nota : los títulos y nombres de editores son los actuales. Para una bibliografía más formal, ir al sitio oficial indicado infra.
- 1898: Pour la vie - réflexions sur tous les faits de société (Éditions « les nuits rouges »)
- 1909: Le féminisme rationnel (Éditions « les nuits rouges »)
- 1911: Le Modernisme bouddhiste et le bouddhisme du Bouddha (Alcan)
- 1921: Le Bouddhisme du Bouddha (Éditions du Rocher)
- 1927: Voyage d'une Parisienne à Lhassa (Plon)
- 1929: Mystiques et magiciens du Tibet (Plon)
- 1930: Initiations lamaïques (Pygmalion)
- 1930: Arsenia Trueba
- 1931: La Vie surhumaine de Guésar de Ling : L'Iliade des Tibétains (Éditions du Rocher) - colaboró el lama Yongden
- 1933: Au pays des brigands-gentilshommes (Plon)
- 1935: Le Lama aux cinq sagesses (Plon)
- 1938: Magie d'amour et magie noire. Scènes du Tibet Inconnu (Plon)
- 1939: Le Bouddhisme : ses doctrines et ses méthodes (Éditions du Rocher)
- 1940: Sous des nuées d'orage (Plon)
- 1949: Au cœur des Himalayas : le Népal (Pygmalion)
- 1951: Astavakra Gita - réédité (date non connue) en un volume unique « Astavakra Gita - Avadhuta Gita, poemas sánscritos vedantinos » (Éditions du Rocher)
- 1951 : Les Enseignements secrets des bouddhistes tibétains, la vue pénétrante (Pygmalion)
- 1951 : L'Inde hier, aujourd'hui, demain, reeditado y aumentado en 1969 con el título L'Inde où j'ai vécu (Plon)
- 1952: Textes tibétains inédits (Pygmalion)
- 1953: Le Vieux Tibet face à la Chine nouvelle (Plon)
- 1954: La Puissance du néant, novela del lama Yongden, tradujo y anotó A. D.-N. (Plon)
- Grammaire de la langue tibétaine parlée
- 1958: Avadhuta Gita - reeditado (fecha desconocida) en un vol. único « Astavakra Gita - Avadhuta Gita, poemas sánscritos vedantinos » (Éditions du Rocher)
- 1958: La connaissance transcendante (Pygmalion)
- 1961: Immortalité et réincarnation (Éditions du Rocher)
- 1964: Quarante siècles d'expansion chinoise (Plon)
- 1970: En Chine - l'Amour universel et l'Individualisme intégral (Plon) - edición póstuma
- 1972: Sortilèges du mystère (Plon) - póstuma
- 1975: Vivre au Tibet: cuisine, traditions et images (ed. Robert Morel, Apt) - póstuma
- 1986 : La Lampe de sagesse (Éditions du Rocher)
- 1998: Pour la vie, et autres textes libertaires inédits, 1895-1907, presentó Joëlle Désiré-Marchand (Éditions Les Nuits Rouges)
- 1999: Grand Tibet et vaste Chine (Plon), 1139 p., ISBN 2-259-19169-X (rassemble plusieurs de ses livres:  Au pays des brigands gentilshommes, Voyage d'une Parisienne à Lhassa, Sous des nuées d'orage (incorrectamente titulado Sous une nuée d'orage sur la couverture), A l'ouest barbare de la vaste Chine, Le vieux Tibet face à la Chine nouvelle), et comporte une « Notice biographique : Alexandra David-Néel. Écrivain - Orientaliste - Exploratrice », écrite par Marie-Madeleine Peyronnet et Franck Tréguier) - édition posthume
- 2000: Correspondance avec son mari, édition intégrale 1904-1941 (Plon), póstumo, reprenant les deux volumes publiés précédemment :
  - 1975: Journal de voyage : Lettres à son mari, 11 août 1904 - 27 décembre 1917. Vol. 1 (Éd. Marie-Madeleine Peyronnet)
  - 1976: Journal de voyage : Lettres à son mari, 14 janvier 1918 - 31 décembre 1940. Vol. 2 (Éd. Marie-Madeleine Peyronnet)
- 2000: Le féminisme rationnel (articles inédits du journal La Fronde), suivi par Les femmes, ces immigrées de l’intérieur, de Catherine Lafon (Éditions Les Nuits Rouges)
- 2003: Féministe et libertaire. Écrits de jeunesse (compilation des deux parutions précédentes, 1998 et 2000) (Éditions Les Nuits Rouges)
- 2020: La India en que viví (La Línea del Horizonte Ediciones)

### Estudios sobre Alexandra David-Néel
- Jeanne Denys, Alexandra David-Néel au Tibet (une supercherie dévoilée), La Pensée universelle, 1972, 231 p.
- Marie-Madeleine Peyronnet, Dix ans avec Alexandra David-Néel, Plon, 1973 (reeditado 1998)
- (en inglés) B. Norwick, Alexandra David-Neel's Adventures in Tibet, Fact or Fiction?, in The Tibet Journal 1 ( 3 & 4) otoño 1976, pp. 70-74
- Jacques Brosse, Alexandra David-Neel, Retz, 1978, (reeditó Albin Michel, 1991)
- Le Tibet d'Alexandra David-Néel, álbum de fotos, Plon, 1979
- Jean Chalon, Le lumineux destin d'Alexandra David-Néel, Librairie académique Perrin, 1985, ISBN 2-262-00353-X
- (en inglés) Ruth Middleton, Alexandra David-Néel, Portrait of an Adventurer, Shambhala, Boston, 1989
- Éric Le Nabour, Alexandra David-Néel, Lattès-Ushuaia, 1992
- Joëlle Désiré-Marchand, Les itinéraires d'Alexandra David-Néel, Arthaud, 1996 (ver 2.ª ed. revisada y aumentada en 2004)
- Joëlle Désiré-Marchand, Alexandra David-Néel, Arthaud, 1997
- (en inglés) Barbara Foster & Michael Foster, The Secret Lives of Alexandra David-Neel: A Biography of the Explorer of Tibet and Its Forbidden Practices, Woodstock, The Overbook Press, 1998
- Joëlle Désiré-Marchand, Tibet, voyage à Lhassa, sur les traces d'Alexandra-David Néel (fotos de Stefano Ponsotti), Arthaud, 2004
- Joëlle Désiré-Marchand, Alexandra David-Néel. Vie et voyages. Itinéraires géographiques et spirituels, Artaud, 2009 (2.ª ed. revisada y aumentada, de la obra de 1996)
- Gilles van Grasdorff, Alexandra David-Néel, Pygmalion, 2011, ISBN 2-7564-0416-0
- Gwenaëlle Abolivier, Alexandra David-Néel, une exploratrice sur le toit du monde, Éditions Ados d'âne, 2012

### Filme sobre Alexandra David-Néel
- Alexandra David-Néel - J'irai au pays des neiges